# 1769
Il 1769 (MDCCLXIX in numeri romani) è un anno  del XVIII secolo.

## Eventi
- 19 maggio – Viene eletto Papa Clemente XIV.
- Watt inventa la macchina a vapore.

## Nati

### Gennaio
- 1º gennaio - Tatiana Engelhardt, nobildonna russa († 1841)
- 1º gennaio - Marie-Louise Lachapelle, ginecologa francese († 1821)
- 2 gennaio - Nannette Streicher, compositrice e scrittrice tedesca († 1833)
- 3 gennaio - Giovanni Paolo Calori Stremiti, militare italiano († 1809)
- 6 gennaio - Jean-Baptiste Cacault, generale francese († 1813)
- 8 gennaio - Pietro Benvenuti, pittore italiano († 1844)
- 8 gennaio - Tito Manzi, giurista e politico italiano († 1836)
- 9 gennaio - William Robert Spencer, nobile e poeta inglese († 1834)
- 10 gennaio - Michel Ney, generale francese († 1815)
- 17 gennaio - Peter Wittgenstein, generale russo († 1843)
- 19 gennaio - Michele Obino, rivoluzionario italiano († 1839)
- 20 gennaio - Anna di Ungern-Sternberg, nobildonna russa († 1846)
- 21 gennaio - Francisco Novella Azabal Pérez y Sicardo, generale spagnolo († 1822)
- 21 gennaio - Leopold von Plessen, politico tedesco († 1837)
- 22 gennaio - Federico Moretti, chitarrista e militare italiano († 1839)
- 26 gennaio - Bernardino Morra di Lauriano, archeologo italiano († 1851)
- 29 gennaio - Gioacchino Salvetti, missionario e vescovo cattolico italiano († 1843)
- 31 gennaio - André-Jacques Garnerin, inventore francese († 1823)

### Febbraio
- 1º febbraio - Leopold Graf von Rothkirch und Panthen, conte e generale austriaco († 1839)
- 3 febbraio - Pietro Teulié, generale e politico italiano († 1807)
- 4 febbraio - Samuel Isperuszoon Wiselius, politico e scrittore olandese († 1845)
- 6 febbraio - Francesco Vincenzo Negri, filologo italiano († 1827)
- 6 febbraio - Ludwig von Wallmoden-Gimborn, generale austriaco († 1862)
- 9 febbraio - Jean Boudet, generale francese († 1809)
- 9 febbraio - George Washington Campbell, politico statunitense († 1848)
- 10 febbraio - Anna Ivanovna Korsačova, nobildonna russa († 1843)
- 12 febbraio - Pierre Louis du Cambout de Coislin, generale, politico e nobile francese († 1837)
- 12 febbraio - Johann Friedrich Rochlitz, scrittore e critico musicale tedesco († 1842)
- 13 febbraio - Adélaïde de Saint-Germain, nobildonna francese († 1850)
- 16 febbraio - Andrea de Jorio, archeologo e etnografo italiano († 1851)
- 17 febbraio - Johannes Baptista von Albertini, religioso e botanico tedesco († 1831)
- 17 febbraio - Joseph Varin, gesuita francese († 1850)
- 20 febbraio - Hamengkubuwono III, sovrano indonesiano († 1814)
- 23 febbraio - Paolina di Anhalt-Bernburg, principessa († 1820)
- 27 febbraio - Juraj Palkovič, poeta, docente e traduttore slovacco († 1850)

### Marzo
- 1º marzo - François-Séverin Marceau, generale francese († 1796)
- 2 marzo - DeWitt Clinton, politico statunitense († 1828)
- 4 marzo - Mehmet Ali, condottiero e politico ottomano († 1849)
- 4 marzo - Ellen Sharples, pittrice britannica († 1849)
- 9 marzo - Luigi Sacco, medico italiano († 1836)
- 14 marzo - József Kármán, scrittore ungherese († 1795)
- 14 marzo - Enrico Mylius, imprenditore, banchiere e filantropo tedesco († 1854)
- 18 marzo - Giuseppe Olivi, naturalista e poeta italiano († 1795)
- 23 marzo - Augustin Daniel Belliard, generale francese († 1832)
- 23 marzo - William Smith, geologo inglese († 1839)
- 25 marzo - Salvatore Viganò, ballerino, coreografo e compositore italiano († 1821)
- 29 marzo - Friedrich Accum, chimico tedesco († 1838)
- 29 marzo - Nicolas Jean-de-Dieu Soult, generale francese († 1851)

### Aprile
- 2 aprile - Giacinto Placido Zurla, cardinale, arcivescovo cattolico e geografo italiano († 1834)
- 4 aprile - Cadwallader D. Colden, politico statunitense († 1834)
- 5 aprile - Thomas Hardy, I baronetto, ufficiale britannico († 1839)
- 6 aprile - Angelico Cattaneo, religioso svizzero († 1847)
- 7 aprile - Pietro Cavagnari, politico italiano († 1849)
- 9 aprile - Jakob Heinrich Laspeyres, avvocato e entomologo tedesco († 1809)
- 10 aprile - Jean Lannes, generale francese († 1809)
- 12 aprile - Giovanni Agostino Perotti, compositore e direttore di coro italiano († 1855)
- 13 aprile - Charles Mathieu Isidore Decaen, generale francese († 1832)
- 13 aprile - Thomas Lawrence, pittore inglese († 1830)
- 14 aprile - Barthélemy Catherine Joubert, generale francese († 1799)
- 14 aprile - John Lyon-Bowes, X conte di Strathmore e Kinghorne, nobile inglese († 1820)
- 15 aprile - Carlo Oppizzoni, cardinale e arcivescovo cattolico italiano († 1855)
- 16 aprile - Fëdor Petrovič Uvarov, generale russo († 1824)
- 17 aprile - Gaspare Federigo, medico italiano († 1840)
- 25 aprile - Marc Isambard Brunel, ingegnere francese († 1849)
- 26 aprile - Florian de Kergorlay, politico e militare francese († 1856)
- 29 aprile - Pio Prati, militare e politico italiano

### Maggio
- 1º maggio - Arthur Wellesley, I duca di Wellington, generale e politico britannico († 1852)
- 6 maggio - Ferdinando III di Toscana, nobile italiano († 1824)
- 7 maggio - Giuseppe Farinelli, compositore italiano († 1836)
- 12 maggio - Orazio Delfico, naturalista, botanico e chimico italiano († 1842)
- 18 maggio - Giosafatte Biagioli, grammatico e lessicografo italiano († 1830)
- 21 maggio - Ekaterina Aleksandrovna Stroganova, nobildonna russa († 1844)
- 24 maggio - Charlotte Boyle-Walsingham, XXI baronessa de Ros, nobildonna irlandese († 1831)
- 24 maggio - Ercole Rinaldo d'Este, nobile († 1795)
- 29 maggio - Anna Maria Taigi, beata italiana († 1837)
- 29 maggio - Massimiliano Giuseppe di Thurn und Taxis, militare tedesco († 1831)
- 31 maggio - Johann Traugott Leberecht Danz, teologo tedesco († 1851)

### Giugno
- 1º giugno - Józef Elsner, compositore, docente e musicologo polacco († 1854)
- 3 giugno - Teresa Pichler, attrice teatrale italiana († 1834)
- 5 giugno - Edward Daniel Clarke, mineralogista e naturalista inglese († 1822)
- 5 giugno - Marianne Kirchgeßner, pianista tedesca († 1808)
- 13 giugno - Gaetano Savi, naturalista italiano († 1844)
- 14 giugno - Domenico Della Maria, musicista e compositore francese († 1800)
- 18 giugno - Jacques Marquet de Montbreton de Norvins, scrittore e politico francese († 1854)
- 18 giugno - Robert Stewart, II marchese di Londonderry, politico britannico († 1822)
- 23 giugno - Henri François Marie Charpentier, generale francese († 1831)
- 25 giugno - Ferdinando Federico di Anhalt-Köthen, generale prussiano († 1830)
- 27 giugno - Giuseppe II di Schwarzenberg, nobile e imprenditore boemo († 1833)
- 29 giugno - Luisa Granito, poetessa e patriota italiana († 1832)

### Luglio
- 4 luglio - Louis-Luc Loiseau de Persuis, compositore, violinista e direttore d'orchestra francese († 1819)
- 14 luglio - Gian Carlo Di Negro, nobile e poeta italiano († 1857)
- 17 luglio - Pietro Leonardi, presbitero italiano († 1844)
- 19 luglio - Louis Antoine Fauvelet de Bourrienne, diplomatico e politico francese († 1834)
- 20 luglio - Charles Wolseley, VII baronetto, politico e nobile inglese († 1846)
- 28 luglio - Hudson Lowe, generale britannico († 1844)
- 29 luglio - Louis-Benoît Picard, drammaturgo francese († 1828)
- 30 luglio - Federico VI d'Assia-Homburg, nobile tedesco († 1829)
- 31 luglio - Elizabeth Denison, britannica († 1861)

### Agosto
- 7 agosto - Karl Kajetan von Gaisruck, cardinale e arcivescovo cattolico austriaco († 1846)
- 12 agosto - Ludwig Wilhelm Gilbert, fisico e chimico tedesco († 1824)
- 14 agosto - George Chichester, II marchese di Donegall, nobile e politico irlandese († 1844)
- 15 agosto - Napoleone Bonaparte, politico e generale francese († 1821)
- 15 agosto - Giovanni Antonio Marcacci, politico, diplomatico e giurista svizzero († 1854)
- 18 agosto - Caetano Pires Pereira, missionario e vescovo cattolico portoghese († 1838)
- 19 agosto - Ulrica von Düben, nobildonna svedese († 1847)
- 23 agosto - Georges Cuvier, biologo e naturalista francese († 1832)
- 29 agosto - Rose-Philippine Duchesne, religiosa francese († 1852)
- 30 agosto - Bonifazio Asioli, compositore italiano († 1832)
- 30 agosto - Thomas Hope, banchiere olandese († 1831)
- 31 agosto - David Hosack, medico e botanico statunitense († 1835)

### Settembre
- 5 settembre - Hugh Pigot, militare britannico († 1797)
- 6 settembre - Bohuslav Tablic, poeta, traduttore e pastore protestante slovacco († 1832)
- 7 settembre - Caroline Pichler, scrittrice, poetessa e critica letteraria austriaca († 1843)
- 9 settembre - Ivan Petrovyč Kotljarevs'kyj, scrittore, poeta e commediografo ucraino († 1838)
- 9 settembre - Cornelis van Maanen, politico olandese († 1846)
- 13 settembre - Justus Heinrich Wigand, ginecologo tedesco († 1817)
- 14 settembre - Alexander von Humboldt, naturalista, esploratore e geografo tedesco († 1859)
- 19 settembre - Charles de Gerville, archeologo e naturalista francese († 1853)
- 21 settembre - Mathurin-Léonard Duphot, generale francese († 1797)
- 22 settembre - Louis Puissant, matematico e geodeta francese († 1843)

### Ottobre
- 1º ottobre - Augustin Darthé, rivoluzionario e magistrato francese († 1797)
- 2 ottobre - Frederick Hervey, I marchese di Bristol, politico britannico († 1859)
- 4 ottobre - Aleksej Andreevič Arakčeev, generale, politico e nobile russo († 1834)
- 6 ottobre - Giuseppe Giannuzzi, medico e politico italiano († 1839)
- 11 ottobre - Vladislav Aleksandrovič Ozerov, drammaturgo e scrittore russo († 1816)
- 23 ottobre - James Ward, pittore e incisore inglese († 1859)
- 25 ottobre - Robert Hibbert, imprenditore e filantropo giamaicano († 1849)
- 28 ottobre - Simón Rodríguez, pedagogista, filosofo e insegnante venezuelano († 1854)
- 29 ottobre - Ekaterina Fëdorovna Barjatinskaja-Dolgorukova, nobildonna russa († 1849)
- 30 ottobre - Sebastiano Ciampi, presbitero, filologo e slavista italiano († 1847)

### Novembre
- 2 novembre - Carlo Maria Pedicini, cardinale e vescovo cattolico italiano († 1843)
- 4 novembre - Charles-Julien Lioult de Chênedollé, poeta francese († 1833)
- 6 novembre - Francesco Maria Appendini, storico e letterato italiano († 1837)
- 12 novembre - Amelia Opie, scrittrice britannica († 1853)
- 17 novembre - Carlotta di Meclemburgo-Strelitz, duchessa tedesca († 1818)
- 18 novembre - Augusto Cristiano di Anhalt-Köthen, principe tedesco († 1812)
- 20 novembre - Annibale Giordano, matematico e rivoluzionario italiano († 1835)
- 27 novembre - Erasmo Luigi Surlet de Chokier, politico belga († 1839)

### Dicembre
- 2 dicembre - Alexander Hope, generale scozzese († 1837)
- 3 dicembre - Ambrogio Viale, poeta e politico italiano († 1805)
- 5 dicembre - Johann Christian Mikan, entomologo, botanico e zoologo austriaco († 1844)
- 8 dicembre - Francesco Antonio Lapegna, pittore italiano († 1817)
- 9 dicembre - Girolamo Orti Manara, scrittore e nobile italiano († 1845)
- 11 dicembre - Carlo Domenico Ferrari, vescovo cattolico italiano († 1846)
- 13 dicembre - Luis Antonio Folgueras Sión, arcivescovo cattolico spagnolo († 1850)
- 15 dicembre - Charles de Haldat du Lys, fisico francese († 1852)
- 20 dicembre - Secondo Arò, avvocato e patriota italiano († 1797)
- 20 dicembre - Francesco Cilocco, notaio e rivoluzionario italiano († 1802)
- 20 dicembre - Giacomo Giustiniani, cardinale e arcivescovo cattolico italiano († 1843)
- 21 dicembre - Maximilian Joseph Gottfried Sommerau Beeckh, cardinale e arcivescovo cattolico austriaco († 1853)
- 22 dicembre - Franz Abart, scultore austriaco († 1863)
- 23 dicembre - Martin Archer Shee, pittore e scrittore irlandese († 1850)
- 24 dicembre - Giuseppe Monico, letterato italiano († 1829)
- 25 dicembre - August Heinrich Matthiae, filologo classico tedesco († 1835)
- 26 dicembre - Ernst Moritz Arndt, scrittore e poeta tedesco († 1860)
- 27 dicembre - Federico di Anhalt-Dessau, principe tedesco († 1814)
- 28 dicembre - Xavier Kurten, architetto del paesaggio tedesco († 1840)
- 31 dicembre - Michel Silvestre Brayer, generale francese († 1840)
- 31 dicembre - Silvestre Pinheiro Ferreira, filosofo e politico portoghese († 1846)

### Senza giorno specificato
- Mahmud Shah Durrani, sovrano afghano († 1829)
- Agatangelo I di Costantinopoli, arcivescovo ortodosso greco († 1832)
- Ignacio Allende, militare messicano († 1811)
- Alphonse de Beauchamp, storico francese († 1832)
- Johann Adam Bergk, filosofo tedesco († 1834)
- Charles Brisbane, marinaio britannico († 1829)
- Giacomo Catone, storico e abate italiano († 1851)
- Cirillo VI di Costantinopoli, arcivescovo ortodosso greco († 1821)
- Joseph-Alphonse Esménard, poeta e critico d'arte francese († 1811)
- Nicolas Gersin, drammaturgo e librettista francese († 1833)
- Francesco Gnecco, compositore italiano
- Serafino Grassi, avvocato e storico italiano († 1834)
- Joseph Kam, missionario olandese († 1833)
- Daniil Nikitič Kašin, compositore russo († 1841)
- Giovanni Lazzarini, architetto italiano († 1834)
- Matteo Lovatti, architetto italiano († 1849)
- Michele Mamino, brigante italiano († 1815)
- Koca Mehmed Hüsrev Pascià, militare e politico ottomano († 1855)
- Garlieb Merkel, poeta lettone († 1850)
- Francisco Milans del Bosch, generale spagnolo († 1834)
- Enrique José O'Donnell, generale spagnolo († 1834)
- Matteo Pertsch, architetto austriaco († 1834)
- James Pleasants, politico statunitense († 1836)
- Schack von Staffeldt, scrittore danese († 1826)
- Vasilij Petrovič Stasov, architetto russo († 1848)
- John Talbot, ammiraglio inglese († 1851)
- Pëtr Aleksandrovič Tolstoj, generale russo († 1844)
- Toyokuni, pittore giapponese († 1825)
- Giuseppe Antonio Trinchieri di Venanzone, generale italiano
- Tenzing Namgyal, indiano († 1793)
- Giovan Battista Vermiglioli, archeologo, storico e numismatico italiano († 1848)
- Jean-Aimé Vernier, compositore e arpista francese
- Barbara Zdunk, polacca († 1811)
- Mariano Luis de Urquijo, politico, diplomatico e letterato spagnolo († 1817)
- Ghazi-ud-Din Haidar, sovrano indiano († 1827)

## Morti

### Gennaio
- 6 gennaio - Giuseppe Maria Brignole Sale, marchese (n. 1703)
- 19 gennaio - Daniel-Charles Trudaine, ingegnere e funzionario francese (n. 1703)
- 20 gennaio - Federico Cristiano di Brandeburgo-Bayreuth, nobile tedesco (n. 1708)
- 25 gennaio - Francesco Trevisan Suarez, vescovo cattolico italiano (n. 1687)
- 29 gennaio - Gottfried Prehauser, attore teatrale e commediografo austriaco (n. 1699)

### Febbraio
- 2 febbraio - Papa Clemente XIII, papa, vescovo cattolico e cardinale italiano (n. 1693)
- 3 febbraio - Domenico Andrea Cavalcanti, arcivescovo cattolico italiano (n. 1698)
- 9 febbraio - Giovanni Domenico Piana, ingegnere italiano (n. 1708)
- 12 febbraio - Francesco Piazza, vescovo cattolico italiano (n. 1707)
- 16 febbraio - Durancy, attore teatrale e regista teatrale francese
- 21 febbraio - Anna Michajlovna Voroncova, nobildonna russa (n. 1743)
- 25 febbraio - Henry Flitcroft, architetto inglese (n. 1697)
- 28 febbraio - Antoine Ferrein, medico e anatomista francese (n. 1693)

### Marzo
- 2 marzo - Péter Bod, scrittore e storico ungherese (n. 1712)
- 23 marzo - Zaccaria Valaresso, letterato italiano (n. 1686)
- 28 marzo - Pietro e Girolamo Ballerini, presbitero, teologo e filologo italiano (n. 1698)

### Aprile
- 5 aprile - Marc-Antoine Laugier, teorico dell'architettura e storico dell'architettura francese (n. 1713)
- 5 aprile - Anton Karl von Salm-Reifferscheidt, nobile, politico e militare austriaco (n. 1720)
- 10 aprile - Johann Friedrich Armand von Uffenbach, musicista tedesco (n. 1687)
- 13 aprile - Anna Canalis di Cumiana, nobile italiana (n. 1680)
- 15 aprile - Maria Leopoldina di Anhalt-Dessau, principessa (n. 1746)
- 16 aprile - Pietro Nachini, organaro italiano (n. 1694)
- 20 aprile - Capo Pontiac, condottiero nativo americano (n. 1720)
- 22 aprile - Camillo Rospigliosi, III principe Rospigliosi, nobile italiano (n. 1715)

### Maggio
- 3 maggio - Nicola De Filippis, pittore italiano (n. 1694)
- 18 maggio - Marco VII di Alessandria, vescovo cristiano orientale egiziano
- 31 maggio - Francesco Fontebasso, pittore italiano (n. 1707)

### Giugno
- 4 giugno - Antonio Gai, scultore italiano (n. 1686)
- 4 giugno - Giambattista Lolli, scacchista italiano (n. 1698)
- 7 giugno - Antoine-Alexandre-Henri Poinsinet, commediografo e librettista francese (n. 1735)
- 17 giugno - Gustaf Fredrik von Rosen, generale e politico svedese (n. 1688)
- 25 giugno - Carlo Francesco Durini, cardinale italiano (n. 1693)
- 28 giugno - Elisabeth Stierncrona, contessa e scrittrice svedese (n. 1714)

### Luglio
- 7 luglio - James Hamilton, VII duca di Hamilton, nobile scozzese (n. 1755)
- 27 luglio - Johann Christian Vollerdt, pittore tedesco (n. 1708)

### Agosto
- 1º agosto - Jean-Baptiste Chappe d'Auteroche, astronomo francese
- 2 agosto - Daniel Finch, VIII conte di Winchilsea, politico inglese (n. 1689)
- 9 agosto - Alexander Drummond, diplomatico e viaggiatore scozzese (n. 1698)
- 17 agosto - Giuseppe Bazzani, pittore italiano (n. 1690)
- 26 agosto - Jacopo Facciolati, poeta, scrittore e latinista italiano (n. 1682)
- 28 agosto - William Villiers, III conte di Jersey, nobile inglese (n. 1707)
- 29 agosto - Edmond Hoyle, scrittore inglese (n. 1672)

### Settembre
- 22 settembre - Antonio Genovesi, scrittore, filosofo e economista italiano (n. 1713)
- 27 settembre - Anna Orzelska, nobildonna polacca (n. 1707)
- 27 settembre - Giovanni Domenico Mansi, arcivescovo cattolico, teologo e storico italiano (n. 1692)

### Ottobre
- 4 ottobre - Antonio Niccolini, abate, giurista e letterato italiano (n. 1701)
- 13 ottobre - Vito D'Anna, pittore italiano (n. 1718)
- 16 ottobre - Angelo Paolo Carena, storico italiano (n. 1740)
- 25 ottobre - Alexander Montgomerie, X conte di Eglinton, nobile scozzese (n. 1723)

### Novembre
- 2 novembre - Georg Johann Mattarnovi, architetto tedesco
- 10 novembre - Giovanni Battista Mazzoleni, scultore italiano (n. 1699)
- 18 novembre - Nicolò Figlia, scrittore e presbitero italiano (n. 1693)
- 25 novembre - Ernestina Albertina di Sassonia-Weimar, nobile tedesca (n. 1722)
- 27 novembre - Kamo no Mabuchi, poeta, filologo e filosofo giapponese (n. 1697)
- 30 novembre - Diane Adélaïde de Mailly, francese (n. 1713)

### Dicembre
- 2 dicembre - Dietrich di Anhalt-Dessau, nobile tedesco (n. 1702)
- 3 dicembre - Giuseppe Schirò, arcivescovo cattolico italiano (n. 1690)
- 5 dicembre - Elizabeth Wyndham, nobildonna inglese (n. 1719)
- 5 dicembre - Jean-Paul de Rome d'Ardène, botanico, agronomo e presbitero francese (n. 1690)
- 8 dicembre - Nicola Antonio De Martino, matematico italiano (n. 1701)
- 8 dicembre - Giuseppe Federico Ernesto di Hohenzollern-Sigmaringen, principe (n. 1702)
- 13 dicembre - Christian Fürchtegott Gellert, poeta, scrittore e filosofo tedesco (n. 1715)
- 21 dicembre - Anton Corfitz Ulfeldt, nobile, diplomatico e politico austriaco (n. 1699)
- 28 dicembre - Vijaya Raghunatha Raya Tondaiman I, indiano (n. 1713)
- 29 dicembre - Agostino Chigi della Rovere, III principe di Farnese, principe italiano (n. 1710)
- 30 dicembre - Carlo Franchi, giurista e mecenate italiano (n. 1699)
- 30 dicembre - Faustina Pignatelli, fisica e matematica italiana (n. 1705)

### Senza giorno specificato
- Peter Annet, teologo inglese (n. 1693)
- Mariano Aristuto, poeta, scenografo e geologo italiano (n. 1688)
- Ottavio Bettoli, architetto italiano
- Carl Wilhelm Cederhielm, nobile svedese (n. 1705)
- Ignazio Gerusalemme, compositore italiano (n. 1707)
- Giuseppe Grisoni, pittore fiammingo (n. 1699)
- Hakuin Ekaku, monaco buddhista giapponese (n. 1686)
- Mamuka d'Imerezia, re (n. 1719)
- Goronwy Owen, presbitero e poeta gallese (n. 1723)
- Antonio Palomba, librettista e poeta italiano (n. 1705)
- Józef Pułaski, giurista polacco (n. 1704)
- Giovanni Zanardi, pittore italiano (n. 1700)

## Calendario
| Calendario 1769 | Calendario 1769 | Calendario 1769 | Calendario 1769 | Calendario 1769 | Calendario 1769 | Calendario 1769 | Calendario 1769 | Calendario 1769 | Calendario 1769 | Calendario 1769 | Calendario 1769 | Calendario 1769 | Calendario 1769 | Calendario 1769 | Calendario 1769 | Calendario 1769 | Calendario 1769 | Calendario 1769 | Calendario 1769 | Calendario 1769 | Calendario 1769 | Calendario 1769 | Calendario 1769 | Calendario 1769 | Calendario 1769 | Calendario 1769 | Calendario 1769 | Calendario 1769 | Calendario 1769 | Calendario 1769 | Calendario 1769 | Calendario 1769 |
| --------------- | --------------- | --------------- | --------------- | --------------- | --------------- | --------------- | --------------- | --------------- | --------------- | --------------- | --------------- | --------------- | --------------- | --------------- | --------------- | --------------- | --------------- | --------------- | --------------- | --------------- | --------------- | --------------- | --------------- | --------------- | --------------- | --------------- | --------------- | --------------- | --------------- | --------------- | --------------- | --------------- |
|                 | 1               | 2               | 3               | 4               | 5               | 6               | 7               | 8               | 9               | 10              | 11              | 12              | 13              | 14              | 15              | 16              | 17              | 18              | 19              | 20              | 21              | 22              | 23              | 24              | 25              | 26              | 27              | 28              | 29              | 30              | 31              |                 |
| Gennaio         | Do              | Lu              | Ma              | Me              | Gi              | Ve              | Sa              | Do              | Lu              | Ma              | Me              | Gi              | Ve              | Sa              | Do              | Lu              | Ma              | Me              | Gi              | Ve              | Sa              | Do              | Lu              | Ma              | Me              | Gi              | Ve              | Sa              | Do              | Lu              | Ma              |                 |
| Febbraio        | Me              | Gi              | Ve              | Sa              | Do              | Lu              | Ma              | Me              | Gi              | Ve              | Sa              | Do              | Lu              | Ma              | Me              | Gi              | Ve              | Sa              | Do              | Lu              | Ma              | Me              | Gi              | Ve              | Sa              | Do              | Lu              | Ma              |                 |                 |                 |                 |
| Marzo           | Me              | Gi              | Ve              | Sa              | Do              | Lu              | Ma              | Me              | Gi              | Ve              | Sa              | Do              | Lu              | Ma              | Me              | Gi              | Ve              | Sa              | Do              | Lu              | Ma              | Me              | Gi              | Ve              | Sa              | Do              | Lu              | Ma              | Me              | Gi              | Ve              |                 |
| Aprile          | Sa              | Do              | Lu              | Ma              | Me              | Gi              | Ve              | Sa              | Do              | Lu              | Ma              | Me              | Gi              | Ve              | Sa              | Do              | Lu              | Ma              | Me              | Gi              | Ve              | Sa              | Do              | Lu              | Ma              | Me              | Gi              | Ve              | Sa              | Do              |                 |                 |
| Maggio          | Lu              | Ma              | Me              | Gi              | Ve              | Sa              | Do              | Lu              | Ma              | Me              | Gi              | Ve              | Sa              | Do              | Lu              | Ma              | Me              | Gi              | Ve              | Sa              | Do              | Lu              | Ma              | Me              | Gi              | Ve              | Sa              | Do              | Lu              | Ma              | Me              |                 |
| Giugno          | Gi              | Ve              | Sa              | Do              | Lu              | Ma              | Me              | Gi              | Ve              | Sa              | Do              | Lu              | Ma              | Me              | Gi              | Ve              | Sa              | Do              | Lu              | Ma              | Me              | Gi              | Ve              | Sa              | Do              | Lu              | Ma              | Me              | Gi              | Ve              |                 |                 |
| Luglio          | Sa              | Do              | Lu              | Ma              | Me              | Gi              | Ve              | Sa              | Do              | Lu              | Ma              | Me              | Gi              | Ve              | Sa              | Do              | Lu              | Ma              | Me              | Gi              | Ve              | Sa              | Do              | Lu              | Ma              | Me              | Gi              | Ve              | Sa              | Do              | Lu              |                 |
| Agosto          | Ma              | Me              | Gi              | Ve              | Sa              | Do              | Lu              | Ma              | Me              | Gi              | Ve              | Sa              | Do              | Lu              | Ma              | Me              | Gi              | Ve              | Sa              | Do              | Lu              | Ma              | Me              | Gi              | Ve              | Sa              | Do              | Lu              | Ma              | Me              | Gi              |                 |
| Settembre       | Ve              | Sa              | Do              | Lu              | Ma              | Me              | Gi              | Ve              | Sa              | Do              | Lu              | Ma              | Me              | Gi              | Ve              | Sa              | Do              | Lu              | Ma              | Me              | Gi              | Ve              | Sa              | Do              | Lu              | Ma              | Me              | Gi              | Ve              | Sa              |                 |                 |
| Ottobre         | Do              | Lu              | Ma              | Me              | Gi              | Ve              | Sa              | Do              | Lu              | Ma              | Me              | Gi              | Ve              | Sa              | Do              | Lu              | Ma              | Me              | Gi              | Ve              | Sa              | Do              | Lu              | Ma              | Me              | Gi              | Ve              | Sa              | Do              | Lu              | Ma              |                 |
| Novembre        | Me              | Gi              | Ve              | Sa              | Do              | Lu              | Ma              | Me              | Gi              | Ve              | Sa              | Do              | Lu              | Ma              | Me              | Gi              | Ve              | Sa              | Do              | Lu              | Ma              | Me              | Gi              | Ve              | Sa              | Do              | Lu              | Ma              | Me              | Gi              |                 |                 |
| Dicembre        | Ve              | Sa              | Do              | Lu              | Ma              | Me              | Gi              | Ve              | Sa              | Do              | Lu              | Ma              | Me              | Gi              | Ve              | Sa              | Do              | Lu              | Ma              | Me              | Gi              | Ve              | Sa              | Do              | Lu              | Ma              | Me              | Gi              | Ve              | Sa              | Do              |                 |